# Atimiliopsis ochripennis
Atimiliopsis ochripennis är en skalbaggsart som beskrevs av Stefan von Breuning 1974. Atimiliopsis ochripennis ingår i släktet Atimiliopsis och familjen långhorningar. Inga underarter finns listade.